# 陈茂艺
陈茂艺（1919年1月—2010年2月24日），生于山西省襄垣县。中华人民共和国地方官员。
祖籍在今山东省莱芜市辛庄西照林村，出生于山西省襄垣县虒亭镇北社村。有两个出生日期，一是1919年1月，二是1919年12月19日。1938年3月加入中国共产党。6月参加革命工作。历任襄垣县纸业工会副主任，县武装委员会副主任，抗日游击队指导员，县农会副主席，县委组织部长，县委副书记等职。
1949年3月，陈茂艺参加晋中南下工作团。10月20日，抵达常宁县，任中共常宁县委书记。历任中共常宁县委书记、第一书记，湖南省湘南区委直属机关党委书记，省交通厅搬运管理局局长，省林业厅副厅长，湘阴县委书记，湘潭专署专员，省林业厅副厅长、厅长。文革期间，被整。复出，历任岳阳纸厂革委会主任、党委书记，岳阳地区革委会副主任，行署副专员，地委常委、副书记、顾问等职。1985年6月任中共湖南省顾问委员会委员。
2010年2月24日，陈茂艺在岳阳逝世，享年93岁。